# Бина, Хелен
Хелен Бина (англ. Helen Bina; род. 19 мая 1912 года, Чикаго, США — ум. 15 марта 1983 года, Фреймингхем, США) — американская конькобежка, бронзовый призёр чемпионата мира в абсолютном зачёте, бронзовый призёр Олимпийских игр 1932 года в показательных выступлениях. Чемпионка США (1932).

## Биография
Хелен Бина родилась в северной части Чикаго в семье Джозефа Бины, родители которого были родом из Богемии, и Анны Бины, родители которой были немцами из Германской империи, с Эльзаса-Лотарингии. Она была средним ребёнком в семье между старшей сестрой Гертрудой и младшим братом Раймондом. Её отец работал техническим специалистом на фабрике по производству уксуса. Семья жила в крепком кирпичном двухквартирном доме. Ещё учась в начальной школе, Хелен записалась в команды по конькобежному спорту и лёгкой атлетике. Она выросла крепкой коренастой девочкой и быстро стала конкурентоспособной конькобежкой. Она поступила в старшую школу осенью 1925 года. Среди разнообразных занятий Бины был гольф, в котором она на первом курсе заняла 2-е место в школьном турнире.
В январе 1926 года 13-летняя юная спортсменка участвовала в соревнованиях "Серебряные коньки" Chicago Tribune в забеге на 440 ярдов среди юниорок, соревнуясь со старшими и более опытными девушками. Через год она уже прошла до полуфинала в забеге на 880 ярдов, а в 1928 году стала регулярно участвовать в соревнованиях "Le Moyne Playground". В течение сезона Бина обычно занимала второе или третье место в забегах для взрослых и юниорок. В конце января она выиграла одно соревнование в сезоне — забег на 440 ярдов в классе "B". 
В лёгкой атлетике Бина строила успешную карьеру. Осенью 1926 года она приняла участие в своих первых соревнованиях по лёгкой атлетике, где заняла 3-е место в прыжках в длину среди юниоров. В течение следующих двух лет она участвовала в соревнованиях "Daily News", в 1927 году заняла 2-е место в прыжках в длину среди юниоров и 2-е место в баскетбольном броске среди юниоров, а в 1928 году заняла 3-е место в баскетбольном броске среди юниоров. Бина продолжила заниматься легкой атлетикой в течение следующих нескольких лет.
В старших классах Хелен была энергичной и популярной девочкой, её часто избирали на руководящие должности, и она активно занималась спортом. Она занималась в женской команде по фехтованию, в кружке по спасению жизни, в танцевальном кружке, в играх для взрослых, в скаутском отряде и в оркестре. Также занимала руководящие должности в G.A.A., в группе лидеров для девочек и в совете для взрослых. В 1929 году старшеклассница стала лучшей конькобежкой в Чикаго. На чемпионате Западной ассоциации конькобежцев (WSA) она выиграла чемпионат по сумме очков в двух забегах и стала первой конькобежкой из любительской команды, выигравшей женский титул.
После окончания средней школы и после летних каникул Бина поступила в Чикагский педагогический колледж, чтобы получить диплом преподавателя физкультуры. В сезоне 1930 года она покинула свою команду и присоединилась к частному спортивному клубу "the Charles V. Barrett Athletic Club" и принесла немало очков за сезон своему клубу. В конце января на соревнованиях «Серебряные коньки» Хелен выиграла гонку на милю среди взрослых девушек, а в конце сезона она заняла лидирующие позиции в Чикаго. она продолжала заниматься лёгкой атлетикой со своей командой. Летом 1931 года она участвовала в крупных соревнованиях Central AAU на открытом воздухе, спонсируемых Chicago American. Там она заняла неожиданное второе место в метании диска.
В 1931 году Бина снова завоевала титул чемпионки штата Иллинойс, на чемпионате Северной Америки в помещении заняла 2-е место в забеге на три четверти мили и 3-е в забеге на 880 ярдов. В 1932 году она выиграла чемпионат США. После забегов на 500, 1000 и 1500 метров она разделила 1-е место с Кит Клайн из Буффало, а в забеге на 1000 метров, чтобы определить чемпионку, Клайн и Бина упали и проскользили через финишную черту. Кит была дисквалифицирована за то, что помешала Бине. Эта победа позволило ей стать капитаном олимпийской сборной США. В 1932 году на зимних Олимпийских играх в Лейк-Плэсиде женский конькобежный спорт был демонстрационным и Хелен выиграла там бронзовую медаль в забеге на 1500 метров.
В 1933 году Бина участвовала лишь в нескольких дерби, отчасти потому, что зима была мягкой, как и в прошлом году. Она не прошла отбор на национальный чемпионат на открытом воздухе. Большую часть февраля Бина провела в Европе, участвуя в различных соревнованиях по конькобежному спорту по всей Скандинавии. На своём первом и единственном неофициальном чемпионате мира в Осло она завоевала бронзовую медаль в абсолютном зачёте. В конце февраля в Хельсинки, на международном соревновании в многоборье она заняла 2-е место и выиграла один из трёх забегов на 500 метров. Последняя гонка в её карьере состоялась на следующий день, 26 февраля, когда она участвовала в забеге на 1500 метров. После этого она участвовала только в показательных выступлениях.
В декабре 1936 года Бина обратилась в Западную ассоциацию фигурного катания с просьбой восстановить её в качестве любительницы, но ассоциация отклонила её запрос. В ноябре 1938 года, когда присоединилась к команде Среднего Запада в национальной профессиональной лиге по хоккею на траве, где команды представляли разные регионы страны. Бина играла на важной позиции вратаря, выступая за Чикагскую ассоциацию по хоккею на траве как минимум до 1940 года. В этот период она также участвовала в турнирах по бадминтону.

## Личная жизнь
Хелен Бина в середине 1930-х годов окончила Чикагский педагогический колледж и устроилась на работу учителем физкультуры в систему государственных школ Чикаго. Согласно переписи населения 1940 года, она жила со своими родителями-пенсионерами и сестрой Гертрудой, которая, как и Хелен, работала учительницей. Обе сестры были не замужем и оставались незамужними всю свою жизнь. Бина вернулась в свою старшую школу, чтобы преподавать физкультуру в старшей школе Лейк-Вью с 1944 по 1949 год, а затем преподавала в других школах системы государственных школ Чикаго и в итоге стала заместителем директора. В 1959 году Любительский союз конькобежцев основал Зал славы ASU, но Бина так и не была избрана, поскольку не соответствовала определённым требованиям, таким как победа в двух национальных чемпионатах. Бина выиграла только один. Хелен провела последнее десятилетие своей жизни в доме престарелых «Святой Иосиф» в Палатине. Там она была казначеем вспомогательной организации. Она умерла 15 марта 1983 года, но, к сожалению, местные газеты либо проигнорировали её смерть, либо упомянули о ней лишь вскользь.

## Награды
- 1952 год - включена в Зал славы хоккея на траве США в качестве почётного члена.